# Cordillera de Abakán
La  cordillera de Abakán (en  ruso Абаканский хребет) es una cordillera de  rocas metamórficas en el suroeste de Siberia, Rusia. Tiene una longitud de 300 km, 190 mi, y una altitud máxima de 1984 m (6509 ft). Está cubierta en su mayor parte por la taiga, hasta los 1500 m, seguida de la tundra montañosa. La cordillera también consiste en áreas escasas de granito, gabro y diorita.
La cordillera es el límite sur de la depresión de Kuznetsk que contiene la cuenca de Kuznetsk del óblast de Kémerovo. La cordillera es parte de la división del agua entre el río Abakán, el río Tom y el río Lébed. Es una extensión septentrional de las  montañas de Altái y una extensión meridional de Kuznetsk Alatau.

## Vegetación
La cordillera de Abakán tiene bosques de taiga de coníferas oscuras, que incluyen  abetos plateados, abetos y cedros, que crecen en sus laderas hasta una elevación de 1700 m. Más alto que eso, las montañas están cubiertas de tundra.

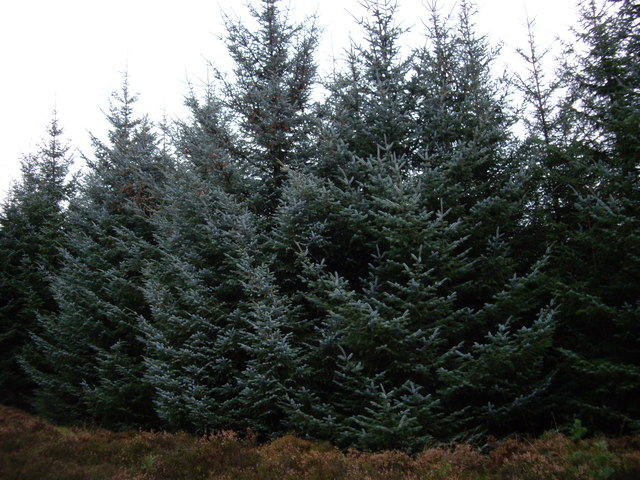
Abetos plateados